# Gare d'Althen-les-Paluds
La gare d'Althen-les-Paluds, est une gare ferroviaire fermée de la ligne de Sorgues - Châteauneuf-du-Pape à Carpentras. Elle est située sur le territoire de la commune d'Althen-des-Paluds dans le département de Vaucluse, en région Provence-Alpes-Côte d'Azur.
Mise en service en 1863, lors de l'ouverture de la ligne, par la Compagnie des chemins de fer de Paris à Lyon et à la Méditerranée (PLM), elle est fermée au service des voyageurs en 1938, lors de la fermeture de la ligne à ce service.

## Situation ferroviaire
Établie à 30 mètres d'altitude, la gare fermée d'Althen-les-Paluds est située au point kilométrique (PK) 6,943 de la Ligne de Sorgues - Châteauneuf-du-Pape à Carpentras, entre les gares ouvertes d'Entraigues-sur-la-Sorgue et de Monteux,.

## Histoire
La station d'Althen-les-Paluds est mise en service le 18 mai 1863 par la Compagnie des chemins de fer de Paris à Lyon et à la Méditerranée (PLM), lorsqu'elle ouvre au service sa ligne de Sorgues à Capentras, longue de 17 kilomètres. La station est située loin du bourg centre de la commune. Lors de cette ouverture, la desserte quotidienne pour les voyageurs est de cinq trains, dont deux vont jusqu'à Avignon.
Elle devient une gare en 1924, lors de la création d'une voie d'évitement avec un quai. En 1933, la compagnie y construit un abri pour les voyageurs et une lampisterie sur le quai de la voie 1.
La ligne et les gares sont fermées, au service des voyageurs le 2 août 1938,. 

## Service des voyageurs
Gare fermée.

## Patrimoine ferroviaire
L'ancien bâtiment voyageurs du PLM est devenu une résidence privée.